# Nasu no Yoichi
Nasu no Yoichi, nome completo Nasu Suketaka no Yoichi (那須 与一?; 1169 – Kōbe, 1232), fu un samurai giapponese che combatté al fianco del clan Minamoto nella Guerra Genpei.

## Biografia
È particolarmente famoso per le azioni che compì nella battaglia di Yashima nel 1185. Stando allo Heike monogatari, il nemico, appartenente al clan Taira, mise un ventaglio in cima a un palo su una delle loro navi, sfidando i guerrieri di Minamoto a colpirlo. Nonostante Nasu no Yoichi fosse seduto in cima a un supporto della nave che beccheggiava, e il suo bersaglio fosse in cima alla nave opposta che altrettanto dondolava, colpì comunque il ventaglio con un solo colpo.
Dopo la Guerra Genpei, diventò daimyō del castello di Tottori ma perse il suo titolo dopo essere stato sconfitto da Kajiwara Kagetoki in una competizione venatoria. Lasciò quindi la provincia di Echigo e, dopo la morte di Minamoto no Yoritomo, Nasu divenne un monaco buddista nel Jōdo Shinshū. Creò un tempio, che sin da allora viene ereditato dal figlio più vecchio della famiglia di Nasu no Yoichi. Si crede che Nasu no Yoichi morì all’età di 64 anni, nell’anno 1232, durante una cerimonia a Kōbe per onorare i morti della Guerra Genpei.
Per scopi amministrativi sono stati conservati registri dettagliati riguardo a chi doveva ereditare il tempio. Di conseguenza, è stato possibile tracciare la linea di Nasu fino alla distruzione del tempio durante la seconda guerra mondiale.

## Nella cultura di massa
- Nasu no Yoichi compare come diciannovenne tra i protagonisti della serie anime e manga Drifters, insieme a Oda Nobunaga e Shimazu Toyohisa.
- Yoshitsune - serie televisiva (2005), interpretato da Tsubasa Imai.